# Cansu
Cansu est un prénom féminin turc composé des mots can (« âme, vie ») et su (« eau »).

## Personnalités
- Cansu Dere (1980- ), actrice, présentatrice de télévision et mannequin turque.

Pour les articles sur les personnes portant ce prénom, consulter les listes générées automatiquement pour Cansu